# James Sevier Conway
James Sevier Conway (9 de Dezembro de 1796 – 3 de Março de 1855) foi um político americano que exerceu como o primeiro Governador do Arkansas de 1836 até 1840.

## Primeiros anos
Conway nasceu no Condado de Greene, Tennessee e foi instruído por professores particulares e frequentou escolas públicas. Em 1820, mudou-se para Arkansas onde trabalhou como inspetor. Conway criou um negócio de inspeção com dois de seus irmãos. A empresa de Conway ficou com o terreno que mais tarde tornaria-se a cidade de Little Rock, Arkansas, e é conhecido como o fundador dessa cidade. Conway comprou uma grande plantação de algodão chamada Walnut Hill, no que é hoje o Condado de Lafayette (então parte do Condado de Hempstead).

## Carreira política
Em 1832, Conway tornou-se inspetor-geral do Território do Arkansas e exerceu nesse cargo até 1836. Conway tornou-se o primeiro Governador do Arkansas eleito quando Arkansas tornou-se um estado em 1836. Sua administração concentrou-se no desenvolvimento de escolas e estradas. Criou um exército estadual para patrulhar a fronteira ocidental e trabalhou para construir um arsenal federal em Little Rock. Trabalhou para obter financiamento para uma penitenciária estadual. Pressionou pela criação de uma biblioteca e universidade do estado, mas não conseguiu. Conway deixou o cargo em 1840 e voltou para sua plantação. Continuou atuando nos negócios públicos.

## Vida pessoal
Enquanto morava no Condado de Lafayette, Arkansas, Conway conheceu Mary Jane Bradley, que também havia migrado com a família de Tennessee. Casaram-se no dia 21 de Dezembro de 1825. Tiveram dez filhos, cinco dos quais morreram na primeira infância. Conway era irmão do Governador do Arkansas Elias Nelson Conway, irmão do Congressista Henry Wharton Conway, primo do Senador Ambrose Hundley Sevier e do Governador Henry Massey Rector. Era primo de terceiro grau do General Confederado e Governador da Virgínia James Lawson Kemper.

## Morte e legado
Conway morreu devido às complicações da pneumonia no dia 3 de Março de 1855. Foi sepultado no Parque Estadual Histórico do Cemitério de Conway, no local da antiga plantação de Walnut Hill, perto de Bradley, Arkansas. Conway ajudou a construir a Lafayette Academy no Condado de Greene, Tennessee. A cidade de Conway, Arkansas, é em homenagem a ele.